# 알오크두드 클럽
알오크두드 클럽(아랍어: نادي الأخدود, 영어: Al-Okhdood Club)은 1976년에 창단된 사우디아라비아의 축구 클럽으로, 나지란을 연고로 하고 있다. 현재 사우디아라비아의 최상위 리그인 사우디 프로페셔널리그에 참가하고 있다.

## 선수 명단

### 현역
참고: FIFA 자격 규정에 따라 소속된 국가대표팀 국기를 표시합니다. 선수는 복수의 FIFA 비회원국 국적을 가지고 있을 수 있습니다.
| 번호 | 포지션 | 국적 | 이름            |
| ---- | ------ | ---- | --------------- |
| 9    | FW     | 말리 | 이브라히마 코네 |
| 28   | GK     |      | 파울루 비토르   |

| 번호 | 포지션 | 국적 | 이름 |
| ---- | ------ | ---- | ---- |